# BBC Дикая Африка
«Дикая Африка» — британский документальный сериал о природе, созданный и выпущенный телеканалом BBC. Он исследует естественную среду обитания африканского континента. Он был впервые выпущен в эфир 7 ноября 2001 года на BBC Two в Великобритании и состоит из шести эпизодов. Каждый из них концентрируется на отдельной среде. Операторы использовали аэрофотосъемку и кадры дикой природы, чтобы показать, как природные явления, такие как сезонные изменения, влияют на жизненный уклад. «Дикая Африка» была произведена «BBC Natural History Unit» и воссоздана по рассказам Фергалом Кином.
Сериал включён в блок фильмов о естественной истории «Континенты». Ему предшествовал «Конго», выпущенный годом ранее, а спустя год вышел «Дикий новый мир».

## Процесс съёмок
«Дикая Африка» олицетворяет стиль документального сериала высокого качества, на котором «the Natural History Unit» заработал свою репутацию, со своими высокими принципами производства, впечатляющими визуальными эффектами и специальной музыкальной партитурой. Для достижения этой цели потребовалось 18 месяцев основной съёмки в 53 поездках в 22 страны, начиная с сентября 1999 года. Создателям фильма помогала производственная команда из 16 человек и около 140 учёных и помощников на местах. Опытная съёмочная группа включала Питера Скунса, Гэвина Тьюрстона, Оуэна Ньюмана, Мартина Колбека и Саймона Кинга, каждый из которых внёс свой вклад во многие другие документальные фильмы о природе BBC.
Съёмочная группа прошла путь от самой низкой точки на континенте, Данакильской впадины в Эфиопии, до самой высокой, вершины Килиманджаро. Успех вызвали редкие кадры огромных кормящихся косяков манта и горных козлов, сцепившихся рогами в горах Сымен.

## Эпизоды
Даты трансляции относятся к оригинальному вещанию в Великобритании.

### 1. «Горы»
Трансляция 7 ноября 2001 года

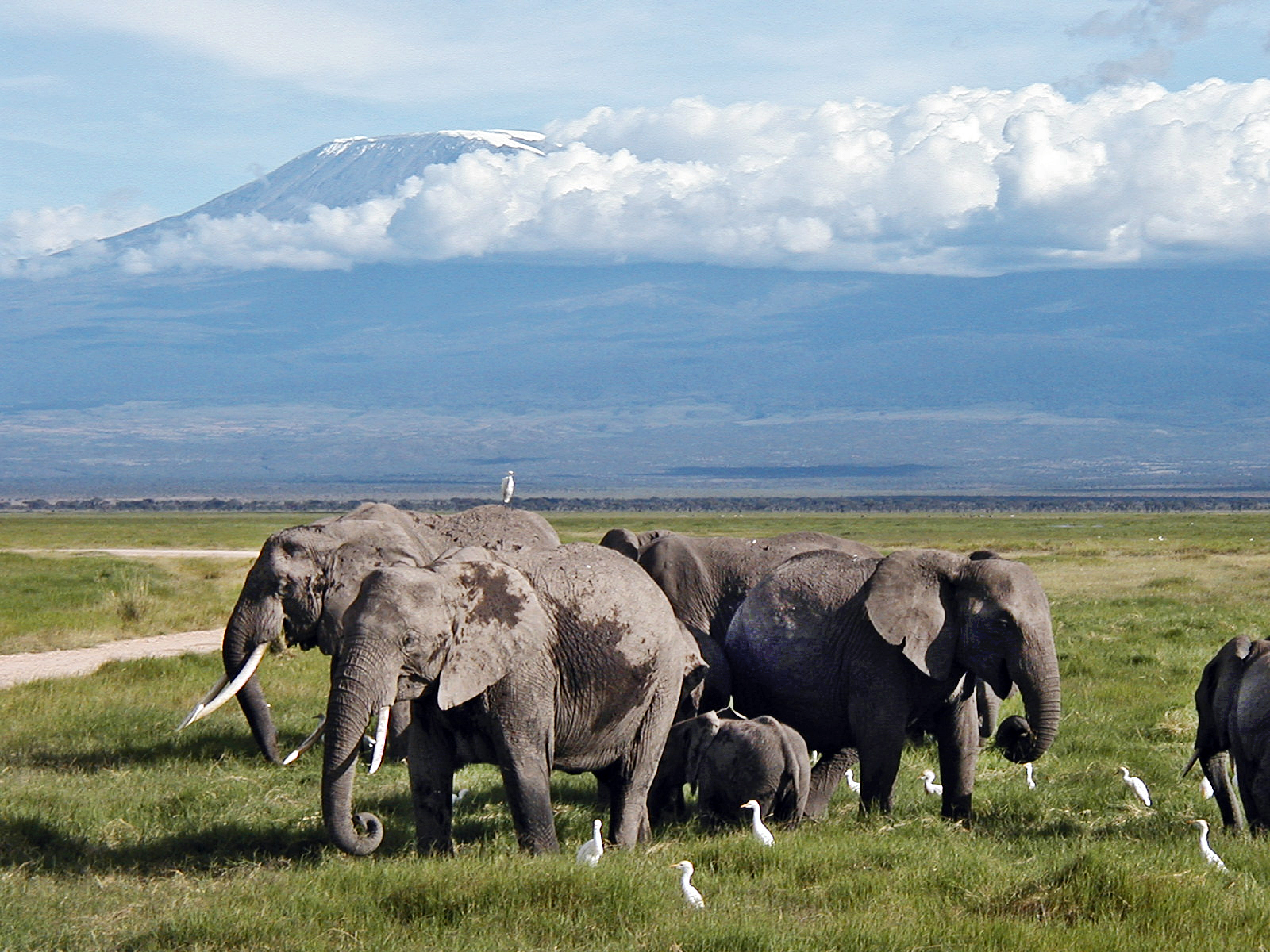
Африканские слоны и гора Килиманджаро

После обобщающего вступления первый эпизод начинается с горных хребтов Африки. В первую очередь следует отметить Эфиопское нагорье, остатки огромной вулканической интрузии. Гелады обитают большими группами на холодных травянистых высокогорьях и используют мимику для разрешения напряженности без столкновений. Горные козлы схватываются рогами на крутых склонах, а эфиопские волки выслеживают травяных крыс и гигантских кротов. Пара взрослых бородачей сцепляются когтями и кувыркаются в воздухе. Мы видим, как молодые птицы практикуются в искусстве сбрасывания костей с большой высоты на скалы. В Северной Африке маготы сняты в поиске пищи в заснеженном кедровом лесу в Атласских горах. Кейп-Хайлендс — старейшие горы Африки. Их отдалённое расположение и стабильный климат позволили разрастись целому растительному царству. Более 7000 видов образуют Финбош, и многие из них сложили уникальные отношения с насекомыми-опылителями и птицами. Rift Mountains Восточной Африки являются действующими вулканами, но их жизнь непродолжительна в геологическом плане. Кадры показывают горы преклонного возраста, от Ленгаи и Килиманджаро до горы Кения и, наконец, выветренные остатки хребта Абердэр. Их богатые минералами почвы привлекают животных саванны, включая слонов и бушбоков. Поскольку Rift Mountains устремляются далеко вверх, они выступают движущим фактором эволюционных изменений, так как небольшие популяции животных становятся изолированы от своих сородичей с низин. Чёрный окрас покровов сервалов и леопардов встречается в основном в высокогорье. Серия заканчивается в самом сердце континента на сцене горных горилл в Вирунга.

### 2. «Саванна»
Трансляция 14 ноября 2001 года
Саванна, где обитают самые большие стада на Земле, является темой второго эпизода. Несмотря на свой безвременный вид, это на самом деле самый молодой пейзаж Африки, сформированный погодой и самими животными. По мере осушения континента тропические леса сокращались и сменялись полосами открытого леса, зарослей и пастбищ. Слоны, представители тропических лесов на протяжении трёх миллионов лет, являются величайшими архитекторами рельефа, сняты, толкающими деревья. Приматы также переселились в саванну, начав с предков современных бабуинов. Трава является жизненноважным элементом экосистемы в этих местах. Пасущиеся стада ощипывают траву, способствуя полноценному росту и разнообразию сортов. Сезонные дожди и пожары также формируют окружающую среду саванны. После дождя семена обильной травы вступают в гонку, чтобы размножиться для миллионов красноклювых ткачей. Аисты марабу собирают карадрину из травы, а птенцов — из своих гнёзд. Сухой сезон может длиться восемь месяцев, заставляя многих травоядных мигрировать в поисках воды. Гну предчувствуют дожди, в то время как слоны следуют по сети тропинок между водоёмами. Буйволы полагаются на жёсткие травы, которые поддерживают их в трудные времена, но когда они ослабевают, львы чувствуют подходящий момент. Длинные, свободные от повествования, замедленные кадры охоты на льва и гепарда сопровождаются выразительной оркестровой музыкой. Ночные камеры следят за редко встречающимися животными, включая трубкозубов, сервалов и африканскую степную кошку. Причиной такого природного изобилия являются огромные размеры саванны, быстрое усвоение питательных веществ и адаптивность её дикой природы.

### 3. «Пустыни»
Трансляция 21 ноября 2001 года
Третий эпизод посвящён пустыням Африки, песчаные и каменистые полосы которых охватывают половину континента. Она начинается в Намибе, демонстрируя некоторые необычные способы, которые пустынные насекомые и пауки использовали для выживания. Ежегодно здесь выпадает не более 5 см осадков, это самая сухая пустыня Африки. В тёплые ночи морской туман образуется над холодным океаном и дует через дюны, принося живительную влагу. Здесь могут выжить даже крупные животные; слоны используют знания, передаваемые из поколения в поколение, чтобы найти средства к существованию. Дыня нара производит питательные вещества, а южноафриканские дикобразы и песчанки тоже пользуются этим. Сосед Намиба — Кару, который получает пользу от зимних дождей. Расцвет цветущих растений весной показан с использованием покадровой съёмки. Дожди также вызывают появление саранчи, которые роятся вместе и уничтожают весь новый урожай на своём пути. В Калахари достаточно дождей для роста травы и низкорослых деревьев. Сравниваются симбиоз дамарского пескороя, сурикатов и общественных ткачей. Травы поддерживают жизнь пасущихся животных, таких как спрингбок, которые, в свою очередь, привлекают хищников. Гепард с его тонким телом и светлой шерстью чувствует себя в пустыне как дома. Сахара намного моложе, чем южные пустыни Африки, что является результатом быстрого высыхания климата в сочетании с перевыпасом. Древнее наскальное искусство на плато Эннеди в Чаде показывает исчезнувший мир — жирафа, слона, носорога и других обитателей саванны. Теперь последние оставшиеся нильские крокодилы делят свои истощающиеся водоёмы с проходящими мимо караванами верблюдов.

### 4. «Побережья»
Трансляция 28 ноября 2001 года
Четвёртый эпизод проходит по часовой стрелке вдоль береговой линии Африки, начиная с мыса Доброй Надежды. На востоке тёплый Индийский океан приносит влагу на землю. В прибрежных лесах и мангровых зарослях обитают колобусы Кирка и илистые прыгуны. Крабы, карабкающиеся по деревьям, питаются свежими листьями мангрового дерева, но вынуждены спускаться, чтобы избежать полуденного солнца. К северу от тропиков побережье Красного моря получает мало осадков из-за сухого тепла и интенсивного испарения. Кораллы цветут в чистых, тёплых водах, а на рифах обитают мурены, краснозубый спинорог и рыба-клоун. Показанные пелагические рыбы включают барракуду, Mobula tarapacana и стайку скатов манты, снятых косяком во время кормёжки в суданском заливе. На побережье Средиземного моря у чеглоков Элеоноры время размножения совпадает с перелётом птиц. До двух миллионов перелётных куликов зимуют в ваттах национального парка Банк-д’Арген в Мавритании. Моря экваториальной Западной Африки нагреваются Гвинейским течением, которое приносит большое количество осадков на побережье. Здесь показаны слоны и гиппопотамы, движущиеся по мангровым зарослям и кистеухие свиньи, питающиеся на песчаных пляжах. Дальше на юге пустыня Намиб простирается до побережья. Холодные атлантические воды являются идеальными местами кормления северных морских котиков и пингвинов. Щенки морского котика уязвимы в жару, а те, которые погибают, отлавливаются чепрачными шакалами и бурыми гиенами. Вокруг мыса белые акулы используют уникальную технику охоты на тюленей.

### 5. «Джунгли»
Трансляция 5 декабря 2001 года
Предпоследний эпизод рассматривает тропические леса континента, которые занимают экваториальную Африку от Уганды до Сьерра-Леоне. Их протяжённость зависит от климатических изменений, и, поскольку в истории Африки это влажный период, леса почти достигли максимального охвата. В сезон дождей выводок килей вырастает и размножается в луже в следах слона и перемещаются по суше, чтобы найти новые источники воды. Плодовые деревья привлекают таких птиц, как черношлемный калао, большие голубые турако и жако. Съёмочня группа запечатлила слонов, ломающих раскрытые упавшие плоды апельсина, используя их стволы — поведение, только недавно обнаруженное учёными. Фруктоядные также помогают рассеивать семена. Чёрно-белые колобусы употребляют в пищу листья, но, несмотря на то, что живут под навесом, на них охотятся пигмеи Биака и венценосные орлы. Биака также собирают ямс, исследуют гнёзда пчёл, собирают мёд и используют природные яды, чтобы глушить рыбу в лесных ручьях. Быстрорастущий гигантский ямс разросся в ущелье, созданном упавшим деревом. Ямса использует несколько способов, чтобы не быть съеденным, включая привлечение агрессивных муравьёв, но некоторые жуки разработали тактику борьбы и с ямсом, и с муравьями. Шимпанзе засняты с палками для извлечения термитов и муравьёв сафари из полых брёвен. В некоторых особых местах в лесах есть большие поляны, созданные слонами, которые привлекают животных для общения, укрепления связей и питания на богатой минералами почве. Одной из таких полян является Дзанга Бай в Центральноафриканской Республике, которую посетили 2800 слонов, застенчивых бонго и западных равнинных горилл.

### 6. «Озёра и реки»
Трансляция 12 декабря 2001 года
Заключительный эпизод посвящён вопросу влияния воды на жизнь континента. Дожди, выпадающие на горы экваториальной Африки, попадают в Нил, Конго, Нигер и другие крупные реки. Луангва, приток Замбези, привлекает животных с близлежащих засушливых земель. Хищники и жертвы собираются на водопой бок о бок в непростом перемирии. Воды также содержат опасность; нильский крокодил нападает на бизона. Когда уровень воды в реке снижается, гиппопотамы объединяются, и иногда случаются смертельные драки за территорию. В кадре крокодилы срывают плоть с туши бегемота. Карминная щурка выкапывает гнёзда на открытых берегах рек, но орлан-крикун и варан охотятся на них и их яйца. Озёра Восточной Африки содержат большую часть пресной воды континента. В озере Малави развелось более 600 видов цихлид, каждая из которых занимает свою нишу. Рыбы и перелётные птицы пируют на сезонном бонанце, образованном облаками чёрных мух, которые выводятся на поверхности воды. В Африке есть свои большие водно-болотные угодья. Болото Банглады в Замбии — это благодатное место для рыбалки для китоглава, колпицы и цапли. Река Окаванго протекает до пустыни Калахари, образуя самую большую внутреннюю дельту в мире. Это рай для бегемотов, но животные саванны были вынуждены адаптироваться. Львы научились плавать по водным каналам, чтобы не отставать от своей добычи. Финальные сцены демонстрируют огромные стаи фламинго на содовых озёрах Восточной Африки. Раз в несколько лет они участвуют в синхронных брачных танцах.

## Номинации и награды
«Дикая Африка» получила две награды на фестивале фильмов о дикой природе «Джексон Хоул» в 2003 году в номинациях «Лучший завершённый сериал» и «Лучший фильм». Сериал был также номинирован за фотографии на церемонии вручения премии BAFTA Craft Awards 2001 года.

## Прокат и релизы
Книга, саундтрек и DVD-диск доступны для сопровождения сериала:
- 18 июля 2005 года был выпущен двухдисковый набор DVD региона 2 и 4 (BBCDVD1700), включающий все шесть полнометражных эпизодов и бонусный документальный фильм «The Super Herd» из серии «Wildlife on One». «Дикая Африка» — одна из четырёх серий, включённых в DVD-бокс региона 1 «Би-би-си Атлас природного мира: Европа и Африка», выпущенного 2 октября 2007 года.
- 1 ноября 2001 года BBC Books опубликовал прилагаемую книгу в твердом переплёте «Дикая Африка» Патрика Морриса, Аманды Барретт, Эндрю Мюррея и Маргарет Смитс ван Ойен (ISBN 0-563-53790-6).
- 19 ноября 2001 года BBC Music выпустил оригинальный оркестровый компакт-диск с саундтреком, созданный под руководством Кристофера Ганнинга.